# Estación de Paredes
La Estación Ferroviaria de Paredes es una plataforma ferroviaria de la Línea del Duero, que sirve a la localidad de Paredes, en el Distrito de Porto, en Portugal.

## Características

### Localización y accesos
Esta plataforma tiene acceso por la Calle 5 de octubre, en la localidad de Paredes.

## Historia

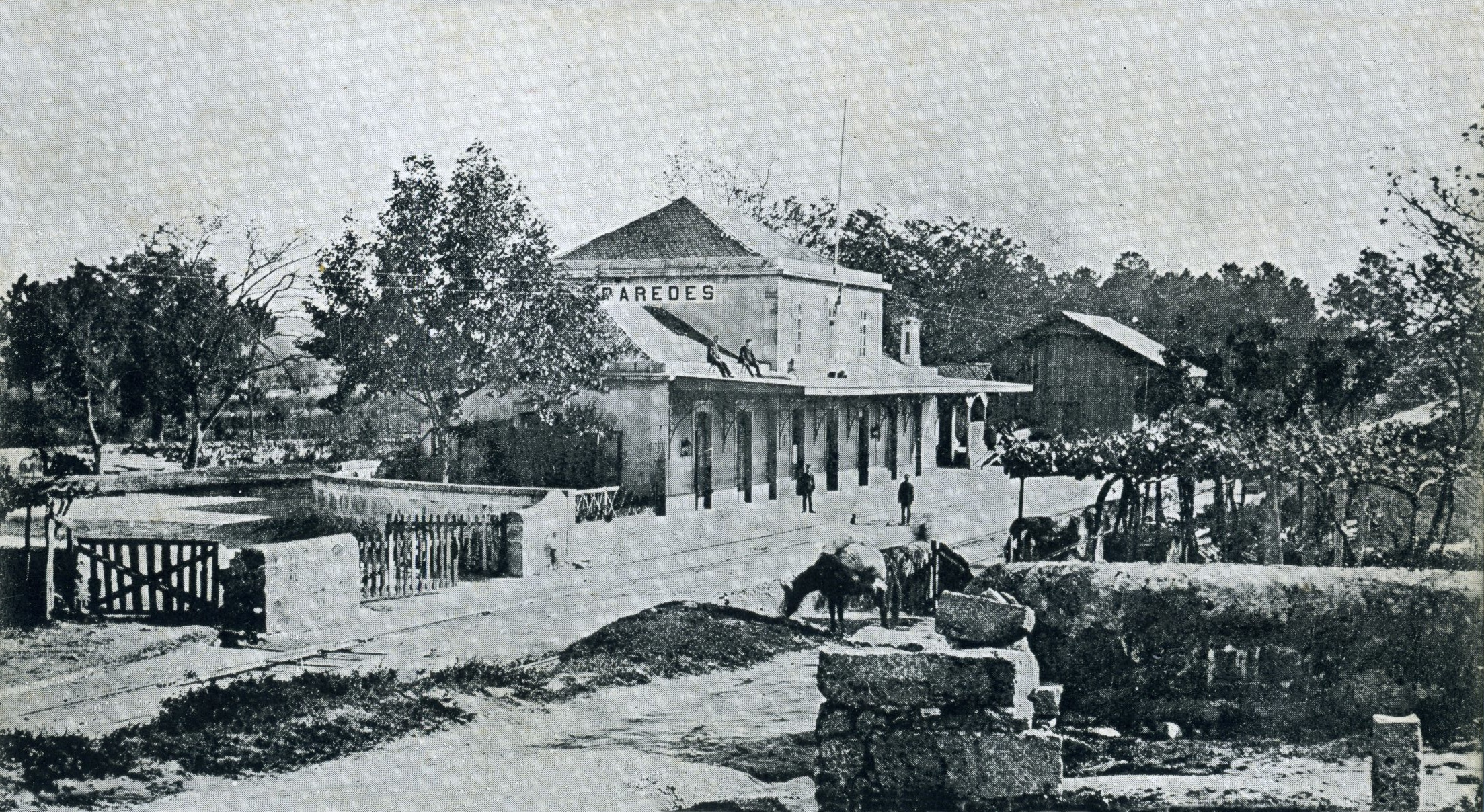
Estación de Paredes, en 1930.

Esta estación se encuentra en el tramo entre Ermesinde y Penafiel de la Línea del Duero, que abrió a la explotación el 30 de julio de 1875.